# Maharashtra Cricket Association Stadium
Das Maharashtra Cricket Association Stadium ist ein Cricket-Stadion in Pune, Indien.

## Kapazität & Infrastruktur
Das Stadion hat eine Kapazität von 37.400 Plätzen und ist mit einer Flutlichtanlage ausgestattet. Die beiden Wicketenden sind das Pavilion End und das Hill End.

## Internationales Cricket
Das erste internationale Spiel war ein Twenty20 bei der Tour Englands in Indien in der Saison 2012/13. Seitdem war es Spielstätte mehrerer internationaler Begegnungen. Das erste One-Day International wurde hier im Oktober 2013 zwischen Indien und Australien ausgetragen. Das erste Test-Match in diesem Stadion fand im Februar 2017 zwischen Pakistan und Indien statt. Zu einem Skandal kam es als bei der Tour Neuseelands in Indien in der Saison 2017/18 ein Platzwart von einem TV-Team mit versteckter Kamera dabei gefilmt wurde wie er anbot den Pitch zu manipulieren. Das Stadion war einer der Austragungsorte des Cricket World Cup 2023.

## Nationales Cricket
Das Stadion ist die Heimstätte von Maharashtra im nationalen indischen Cricket. Auch ist und war es Austragungsstätte für Zahlreiche IPL-Teams. Dazu zählen Pune Warriors India, Kings XI Punjab, Rising Pune Supergiants und Chennai Super Kings.